# Pinhanços
Pinhanços is een plaats (freguesia) in de Portugese gemeente Seia en telt 703 inwoners (2001).